# Văsoaia
Văsoaia – wieś w Rumunii, w okręgu Arad, w gminie Chisindia. W 2011 roku liczyła 67 mieszkańców. 